# 联邦制国家成员
联邦制国家成员（federated state），是联邦制国家的组成部分，属于拥有较高自治和宪法的一级行政区。这些成员有多种形式，包括州（英語：state，如美国、德国、澳大利亚、奥地利、瑞士等国）、省（英語：province，如加拿大、阿根廷）、邦（如印度、缅甸）、大区（法語：région，如比利时）、岛屿（如科摩罗）、酋长国（阿拉伯語：إمارة，如阿联酋）、共和国（俄語：республика，如俄罗斯）等等。一个联邦下，可能有不止一种以上的成员形式。
联邦制国家成员和主权国家不一样，它们仅有部分主权归属联邦政府。一般来说，联邦制下的国家成员不能成为国际法的主体，而联邦政府有权作为单一实体签订国际条约。
與單一制國家的一切權力屬於中央政府、地方政府的權力皆由中央授予不同，聯邦制成員讓渡出一部分權力來組成聯邦政府形成國家，仍保留著一定的地方自治權力。聯邦政府通常負責國防、外交、協調地方關係、管理全國性事務等，而地方政府負責當地的事務（包括立法、行政和司法）。聯邦和各成員（地區）之間的權力如何分配，通常由憲法規定，每個聯邦國家不盡相同。

## 联邦制国家成员列表
- 阿根廷[3]：23个省、1个自治市
- [4]：6个州、2个自治领地、1个联邦直辖领地、7个海外属地
- 奥地利[5]：9个州
- 比利时[6]：3个大区、3个社群
- ：2個政治實體、1個特區
- 巴西[7]：26个州
- 加拿大[8]：10个省、3个领地
- ：3个岛
- 衣索比亞[9]：12个州、2个特别市
- 德国[10]：16个州
- 印度[11]：29个邦、7個中央直辖区
- 伊拉克[12]：19個省、1個自治區
- 马来西亚[13]：13个州、3個聯邦直轄區
- 墨西哥[14]：31个州、1個聯邦區
- 密克羅尼西亞聯邦[15]：4个州
- 尼泊尔：7個省
- 奈及利亞[16]：36个州、1個首都區
- 巴基斯坦[17]：4个省、2个自治区、2个领地
- 俄羅斯[18][19]：22共和国、46個州、9个邊疆區、1個自治州、4個自治區、2個聯邦市
- 圣基茨和尼维斯：1个自治岛
- [20][21]：18个州、6个联邦成员国
- 南蘇丹：28个州
- 苏丹[22]：18个州
- 瑞士[23]：26个州
- 阿联酋[24]：7个酋长国
- 美国[25]：50个州、1个联邦特區、1個合併非建制領土、15个未合并非建制领土
- 委內瑞拉[26]：23个州、1個首都區、1個聯邦屬地